# Бестобе (Камистинський район)
Бестобе́ (каз. Бестөбе) — село у складі Камистинського району Костанайської області Казахстану. Адміністративний центр та єдиний населений пункт Бестобинської сільської адміністрації.
Населення — 482 особи (2021; 841 у 2009, 1127 у 1999, 1798 у 1989).